# Rawanduz (distrikt)
Qeza-î Ṟuwandiz (kurdiska: قەزاى ڕواندز, arabiska: قضاء رواندز, kurdiska: Ṟewanduz, arabiska: راوندوز, kurdiska: ڕەواندوز) är ett distrikt i Irak.   Det ligger i provinsen Arbil, i den norra delen av landet, 400 km norr om huvudstaden Bagdad.